# Promurricia
Promurricia là một chi nhện trong họ Hersiliidae.